# Гроссфогель, Лео
Лео Гроссфогель (нем. Leon Großvogel, фр. Léo Grossvogel; 27 ноября 1904, Лодзь, Петроковская губерния, Царство Польское, Российская империя (ныне — Польша) — 16 декабря 1942, Брюссель, Бельгия) — советский разведчик, псевдонимы Ксавье и Суше.

## Биография
По профессии был электриком и предпринимателем. В 1920-х годах Гроссфогель познакомился в Палестине с советским разведчиком Леопольдом Треппером. В 1926 году вместе с сестрой приехал в Бельгию, в Гент. В 1928 году был обвинён в супружеской неверности, приговорён к штрафу в размере 250 франков. В том же году был оштрафован на 700 франков за нанесение побоев.
В 1929 году Лео вступил в коммунистическую партию Бельгии. С 1929 по 1938 год работал в брюссельской фирме «Король каучука». В декабре 1938 года стал генеральным директором филиала фирмы Foreign Raincoat Company. В качестве представителя фирмы совершал поездки в Норвегию, Швецию, Данию и Финляндию. Фирма использовалась Треппером в качестве прикрытия.
По указанию Треппера Гроссфогель устроил М. В. Макарова управляющим филиалом фирмы Foreign Excellent Company в Остенде. В 1939 году по поручению Треппера воспользовался услугами Авраама Райхмана, специалиста по изготовлению фальшивых документов, и организовал встречу Райхмана с Треппером и Макаровым.
С началом Второй мировой войны Треппер прекратил разведывательную деятельность против Великобритании. В это же время Гроссфогель отказался от расширения фирмы за рубежом. В 1940 году вместе с Треппером переехал во Францию. Осенью того же года основал в Париже фирму «Симекс». Был наиболее доверенным помощником Треппера и даже организовал небольшую группу, ответственную за вопросы транспорта и связи. В декабре 1940 года навестил Кента в Брюсселе. После того как «Симекс» прочно встал на ноги, Гроссфогель отошёл от дел, передав их Альфреду Корбену. В Париже Гроссфогель жил в доме киноактера Жоржа Мильтона.
В начале сороковых годов Гроссфогель женился, в 1942 году у него родилась дочь.
В декабре 1942 года, во время встречи с Райхманом, Гроссфогель был арестован в Париже в «Кафе де ля Пэ» и подвергся допросам гестапо. Казнён 16 декабря 1942 года в Брюсселе.

## В кино
- Дмитрий Назаров — Красная капелла (телесериал)